# 위 쿼크
위 쿼크(영어: up quark 업 쿼크[*], 기호: u)는 물질의 주성분이며, 기본 입자 중 하나인 쿼크들 중 가장 가벼우며, 아래 쿼크와 함께 원자 핵을 이루는 중성자(위 쿼크 하나, 아래 쿼크 둘)와 양성자(위 쿼크 둘, 아래 쿼크 하나)를 구성한다. 물질 1세대이며, 전하는 +⁠2/3⁠ e이고 정지 질량은 2.3+0.7
−0.5 MeV/c2이다.. 다른 쿼크와 마찬가지로, 위 쿼크는 스핀이 ⁠1/2⁠인 기본 페르미온이며, 4가지의 기본 상호작용의 영향을 받는다:중력, 전자기력, 약한 상호작용, 강한 상호작용. 위 쿼크의 반입자는 위 쿼크에서 전하와 같은 일부 특성이 크기는 같고 부호가 반대인 위 반쿼크(종종 반 위 쿼크라고도 불린다)이다.
위 쿼크는 아래 쿼크, 기묘 쿼크와 함께 1964년 머리 겔만과 조지 츠바이크가 팔정도를 따라 하드론을 분류하기 위해 도입하였고, SLAC에서 1968년에 처음 관찰되었다.

## 역사
20세기 초반, 입자 물리학의 초창기에는 양성자, 중성자, 그리고 파이온과 같은 강입자들이 기본 입자라고 여겨졌다. 하지만 새로운 입자들이 발견됨에 따라 '입자 동물원'은 1930~1940년 대에 몇 안되던 입자들에서부터 1950년 대에는 수십 개에 달하게 되었다. 각각의 입자들이 서로 어떤 관계가 있는 지는 1961년 머리 겔만과 유발 네만이 각각 독자적으로 강입자를 분류하는 계획인 팔정도(전문 용어로 SU(3) 맛깔 대칭)를 주장할 때까지는 불확실했다.
이 분류 계획은 강입자를 아이소스핀 다중항으로 분류했지만, 그 배경이 되는 물리적 토대는 여전히 불명확했다. 1964년에 머리 겔만과 조지 츠바이크이 당시에 독자적으로 위, 아래 그리고 기묘 쿼크만으로 구성된 쿼크 모형을 제시했다. 하지만 이 쿼크 모형은 팔정도를 설명할 수는 있었지만, 1968년 SLAC에서 처음으로 쿼크가 발견될 때까지는 쿼크의 존재에 대한 직접적인 증거는 없었다. 심층 비탄성 산란은 양성자에 세부 구조가 있다는 것을 나타내었고, 이 현상을 설명하기 위해서는 양성자가 더 근본적인 입자 3개로 구성되어 있는 모형을 도입해야 한다. (즉 쿼크 모델을 인정하는 것이다)
처음에 사람들은 이 세 입자를 쿼크로 받아들이기보다는 리처드 파인먼의 쪽입자 해석을 선호했었지만, 시간이 흐르면서 쿼크 모형이 점차 받아들여졌다. (11월 혁명 참고)

## 질량
위 쿼크는 매우 널리 알려져 있음에도 불구하고 위 쿼크의 정지 질량은 잘 결정되지 않았지만, 아마도 1.8에서 3.0 MeV/c2 사이에 있을 것이라고 여겨진다. 격자 QCD 계산은 더 정확한 값을 얻을 수 있다:2.01±0.14 MeV/c2.
중간자(쿼크 하나와 반쿼크 하나로 이루어진 입자) 혹은 중입자(쿼크 세 개로 이루어진 입자)에서 측정했을 때, 쿼크의 '유효 질량'은 각각의 쿼크를 묶어주는 글루온장으로 생긴 결합 에너지에 의해서 더 크게 측정된다.(질량-에너지 등가 참고) 위 쿼크의 질량은 너무 가볍기 때문에 상대성 이론을 고려해야할 수준이기 때문에, 정지 질량을 직접적으로 계산할 수는 없다. 쿼크는 글루온장에서 글루온에 의해 생긴 강력에 의해 광속의 99.995%로 움직여 로런츠 인자가 대략 100 정도 되다. 그 결과로, 쿼크 자체의 질량은 양성자나 중성자의 질량의 거의 1% 정도 된다.

## 같이 보기
- 아래 쿼크
- 아이소스핀
- 쿼크 모형
- 양자역학

## 추가 문헌
- A. Ali, G. Kramer; Kramer (2011). “JETS and QCD: A historical review of the discovery of the quark and gluon jets and its impact on QCD”. 《European Physical Journal H》 36 (2): 245. arXiv:1012.2288. Bibcode:2011EPJH...36..245A. doi:10.1140/epjh/e2011-10047-1.
- R. Nave. “Quarks”. 《HyperPhysics》. Georgia State University, Department of Physics and Astronomy. 2008년 6월 29일에 확인함.
- A. Pickering (1984). 《Constructing Quarks》. University of Chicago Press. 114–125쪽. ISBN 0-226-66799-5.